# Rennhofen

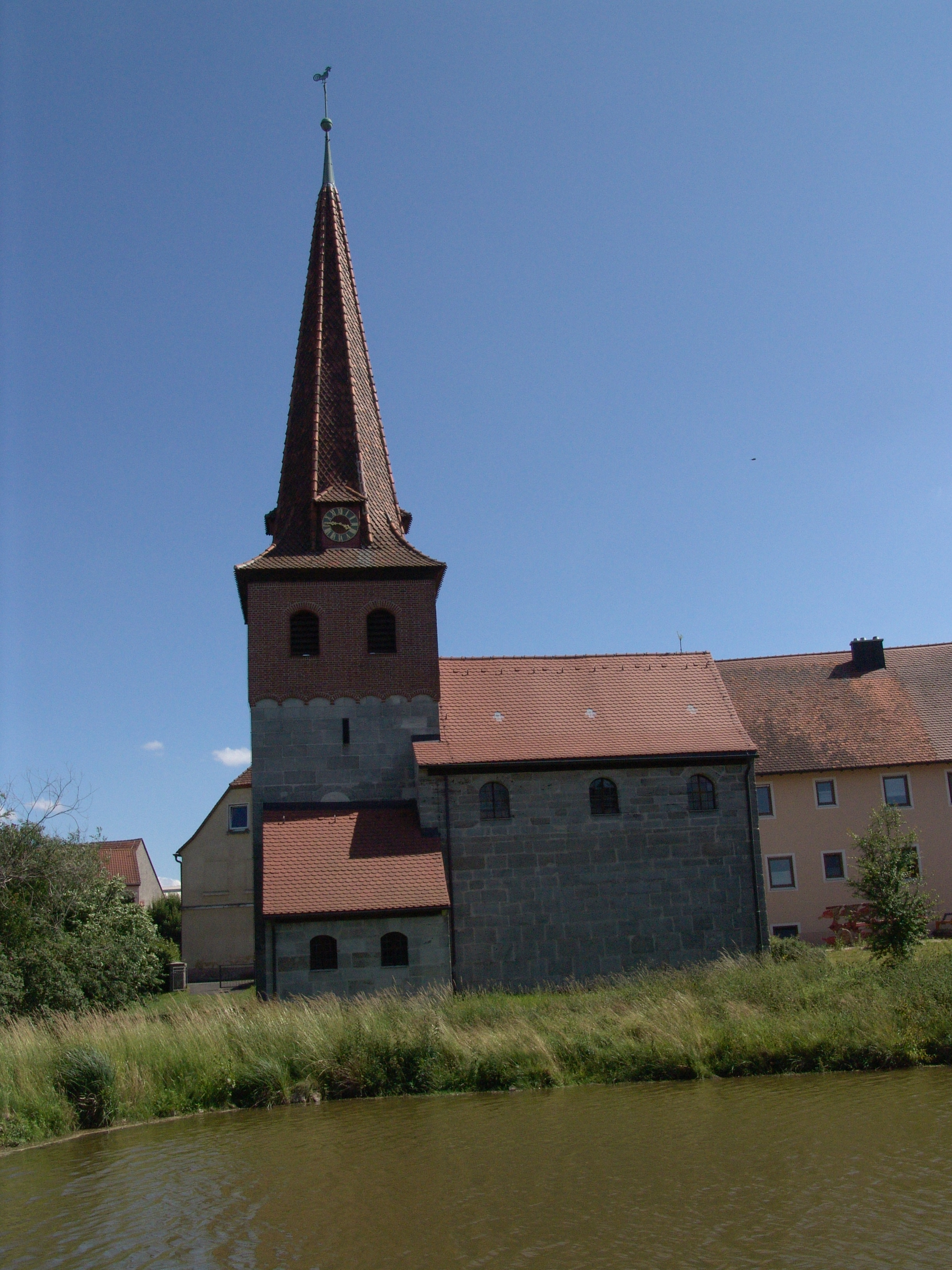
Evangelisch-lutherische Filialkirche St. Margaretha

Rennhofen ist ein Gemeindeteil des Marktes Emskirchen im Landkreis Neustadt an der Aisch-Bad Windsheim (Mittelfranken, Bayern). Die Gemarkung Rennhofen hat eine Fläche von 5,662 km². Sie ist in 442 Flurstücke aufgeteilt, die eine durchschnittliche Fläche von 12810,96 m² haben. In ihr liegt neben dem namensgebenden Ort der Gemeindeteil Bottenbach.

## Geografie
Durch das Kirchdorf fließt ein namenloser rechter Zufluss des Flugsbachs, der ein linker Zufluss der Mittleren Aurach ist. 0,5 km nordwestlich des Ortes liegt das Geldfeld, dahinter der Eichwald. 0,75 km nördlich beginnt das Waldgebiet Tremmelfeld und 0,5 km östlich Gauling. 1 km südwestlich liegt das Rennhofer Feld.
Die Kreisstraße NEA 24 führt nach Herrnneuses (1,5 km westlich) bzw. an Buchklingen vorbei zur Staatsstraße 2244 bei Neuschauerberg (3 km südöstlich). Eine Gemeindeverbindungsstraße führt nach Buchklingen (0,8 km südöstlich) bzw. nach Bottenbach (1 km nordöstlich).

## Geschichte
Der Ort wurde 1158 in einem Schutzbrief des Klosters Münchaurach als „Rinhofen mit der Capellen und seinen Zugehörungen“ erstmals urkundlich erwähnt.
Rennhofen (Rinhofen) ist der Stammsitz des Adelsgeschlechts Seckendorff-Rinhofen.
Heinrich von Seckendorff wurde 1320 mit dem halben Zehnten von Rennhofen belehnt und heiratete 1321 Juthe von Ehenheim. Die brachte den anderen halben Zehnten von Rennhofen mit in die Ehe. Das war der Anfang der Linie Rinhofen.
Deren Burg befand sich einst westlich der Kirche St. Margaretha. Laut Karl Heinrich von Lang (1764–1835) gab es 1437 das „Seckendorffsche Schloß“ in Rennhofen. Auf dem Anwesen Nr. 5 standen noch bis in die Neuzeit Grundmauern des ältesten Sandsteinbauwerks im Dorf. Das könnten die Reste des Seckendorffschen Besitzes gewesen sein. Ein ehemaliger Flurname nördlich der Kirche hieß „Schlossweiher“.
Die von Seckendorff-Rinhofen waren Wohltäter des Klosters Birkenfeld und hatten dort ihre Grablege. Margaretha von Seckendorff-Rinhofen war zwischen 1429 und 1449 Äbtissin des Klosters Birkenfeld. Sie ließ zwischen 1439 und 1449 in Rennhofen die Kirche St. Margaretha errichten, die 1687 und im 19. Jahrhundert baulich erweitert wurde. Das Kloster Birkenfeld gründete eine Wallfahrt zur St.-Margaretha-Kirche, die auch noch nach der Reformation im 16. Jahrhundert bestand. Alljährlich am 13. Juli wird hier das Margarethenfest gefeiert.
Gegen Ende des 18. Jahrhunderts bildete Rennhofen mit Bottenbach eine Realgemeinde. In Rennhofen gab es 28 Anwesen. Das Hochgericht übte teils das brandenburg-bayreuthische Stadtvogteiamt Neustadt an der Aisch, teils die Herrschaft Wilhermsdorf aus. Einen Gemeindeherrn gab es nicht. Grundherren waren das Fürstentum Bayreuth: 21 Anwesen, das Kastenamt Neustadt an der Aisch: 9 Güter, 1 Halbgut, 1 Gütlein, das Klosteramt Münchaurach: 8 Güter, 2 Gütlein und die Herrschaft Wilhermsdorf: 4 Güter, 1 Haus, 2 Halbhäuser.
Von 1797 bis 1810 unterstand der Ort dem Justizamt Dachsbach und Kammeramt Neustadt. 1810 kam Rennhofen zum Königreich Bayern. Im Rahmen des Gemeindeedikts wurde es dem 1811 gebildeten Steuerdistrikt Herrnneuses und der 1813 gegründeten Ruralgemeinde Herrnneuses zugeordnet. Mit dem Zweiten Gemeindeedikt (1818) entstand die Ruralgemeinde Rennhofen, zu der Bottenbach gehörte. Sie war in Verwaltung und Gerichtsbarkeit dem Landgericht Neustadt an der Aisch zugeordnet und in der Finanzverwaltung dem Rentamt Neustadt an der Aisch (1919 in Finanzamt Neustadt an der Aisch umbenannt, seit 1972 Finanzamt Uffenheim). Seit 1862 gehört Rennhofen zum Bezirksamt Neustadt an der Aisch (1939 in Landkreis Neustadt an der Aisch umbenannt). Die Gerichtsbarkeit blieb beim Landgericht Neustadt (1879 in das Amtsgericht Neustadt an der Aisch umgewandelt). Die Gemeinde hatte 1964 eine Gebietsfläche von 5,477 km².
Am 1. Januar 1972 wurde Rennhofen im Zuge der Gebietsreform in Bayern nach Emskirchen eingemeindet.
Im Jahr 1997 entstand in Rennhofen ein großer Biergarten, das Baumhaus.

### Baudenkmal
- Evangelisch-lutherische Filialkirche St. Margaretha[16]

### Einwohnerentwicklung
Gemeinde Rennhofen
| Jahr      | 1818   | 1840   | 1852   | 1855   | 1861   | 1867   | 1871   | 1875   | 1880   | 1885   | 1890   | 1895   | 1900   | 1905   | 1910   | 1919   | 1925   | 1933   | 1939   | 1946   | 1950   | 1952   | 1961   | 1970   |
| Einwohner | 167    | 192    | 230    | 230    | 229    | 215    | 203    | 203    | 198    | 207    | 197    | 199    | 184    | 173    | 168    | 184    | 179    | 156    | 144    | 210    | 209    | 176    | 139    | 144    |
| Häuser    | 33     | 37     |        |        |        |        | 42     |        |        | 37     | 38     |        | 36     |        |        |        | 36     |        |        |        | 33     |        | 31     |        |
| Quelle    | [ 18 ] | [ 19 ] | [ 20 ] | [ 20 ] | [ 21 ] | [ 22 ] | [ 23 ] | [ 24 ] | [ 25 ] | [ 26 ] | [ 27 ] | [ 20 ] | [ 28 ] | [ 20 ] | [ 29 ] | [ 20 ] | [ 30 ] | [ 20 ] | [ 20 ] | [ 20 ] | [ 31 ] | [ 20 ] | [ 12 ] | [ 32 ] |

Ort Rennhofen
| Jahr      | 001818 | 001840 | 001861 | 001871 | 001885 | 001900 | 001925 | 001950 | 001961 | 001970 | 001987 | 002012 |
| Einwohner | 112    | 135    | 155    | 142    | 146    | 130    | 128    | 154    | 104    | 111    | 111    | 115    |
| Häuser    | 23     | 27     |        |        | 27     | 26     | 26     | 24     | 23     |        | 24     |        |
| Quelle    | [ 18 ] | [ 19 ] | [ 21 ] | [ 23 ] | [ 26 ] | [ 28 ] | [ 30 ] | [ 31 ] | [ 12 ] | [ 32 ] | [ 33 ] |        |

## Religion
Der Ort ist seit der Reformation evangelisch-lutherisch geprägt und nach St. Kilian (Emskirchen) gepfarrt. In der zweiten Hälfte des 20. Jahrhunderts war für Rennhofen zwischenzeitlich die Pfarrei Wilhelmsdorf zuständig.